# Königslutter
Königslutter är ett obebott kommunfritt område i Landkreis Helmstedt sydväst om Königslutter am Elm i förbundslandet Niedersachsen i Tyskland.